# 黙示

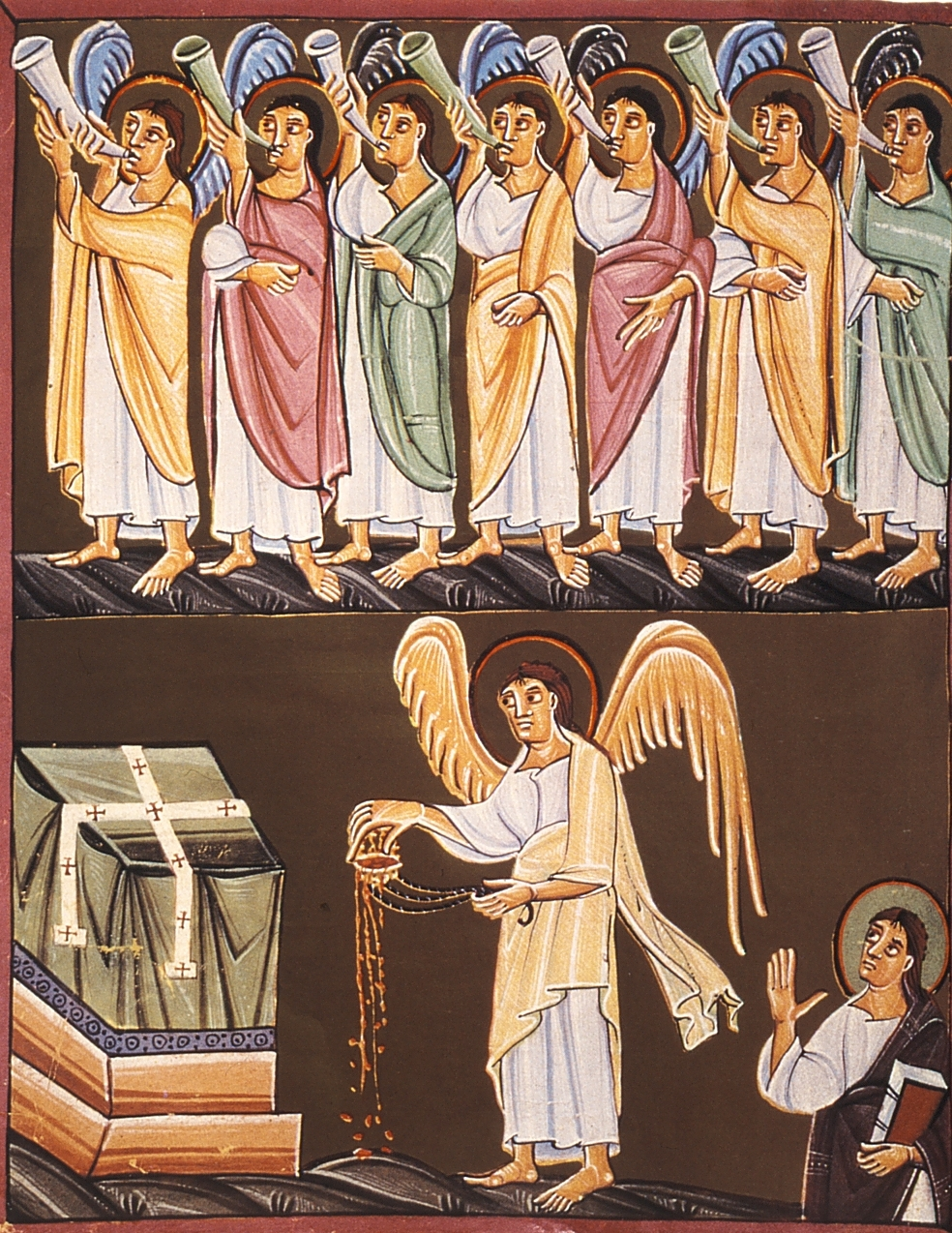
『バンベルクの黙示録』に描かれた黙示録のラッパ吹き

黙示（もくし、古希: Ἀποκάλυψις、希: apocalypsis、アポカリプス）は、初期のユダヤ教およびキリスト教において、神が選ばれた預言者に与えたとする「異言」、またそれを記録したもの。黙示を記録した書を黙示文学（もくしぶんがく）という。黙示文学はユダヤ教・キリスト教・イスラム教の伝統において極めて重要である。
黙示文学では、天地創造以来現代を経て終末に至るまでの時代区分の説明、善と悪の対立、現代が悪しき者の支配する時代であるという認識、終末による悪の時代の終焉、死者の復活、最後の審判、天国と地獄などの教義が与えられている。
黙示文学は元来、ギリシア語を話すユダヤ人に向けて書かれたものだったようであるが、キリスト教徒にも受け容れられ用いられるようになり、さらに発展していった。

## 「黙示」という語
日本語としての黙示は新約聖書の一書『ヨハネの黙示録』に与えられた語からきている。これは古代ギリシア語: ἀπōκάλυψις, 希: apokalupsis といい、「覆いをはずすこと」を意味している。
ギリシア語: apokalupsis の初出は『ヨハネの黙示録』の章題である。これは冒頭の句、Ἀποκάλυψις Ἰησοῦ Χριστοῦ から採られており、簡潔にこの書の内容を表している。ここから同種の内容をもつ書にも黙示の語が用いられるようになっていった。
2世紀から黙示の語はユダヤ教徒とキリスト教徒の両方に用いられ、数々の書の呼び名に用いられた。
- 旧約聖書偽典：シリア語バルク黙示録、エスドラの黙示録[3]、ソポニアの黙示録[4]
- 新約聖書外典：パウロの黙示録、ペトロの黙示録、セドラクの黙示録[5]、セドラクの黙示録第四書[6]、エリヤの黙示録[7]、外典のヨハネの黙示録[8][9]

## 歴史

### 古代
すでに『ギルガメシュ叙事詩』などのアッシリアやバビロニアの創世神話は、黙示文学的表象を含んでいた。ゾロアスター教において、ペルシア人に善と悪、光と闇の終末における闘いという観念が浸透した。
ここからヘレニズム期、つまりアレクサンドロス3世（大王）が小アジアを支配して以降（紀元前333年）、今日のパレスチナに黙示文学が浸透してきた。ヘレニズム期にはユダヤ人の間にもギリシア哲学やギリシア語が浸透し、聖書の合理主義的・比喩的解釈や創世記の宇宙論としての解釈が行われるようになった。

### ユダヤ教と黙示文学
ユダヤで第2エルサレム神殿（紀元前539年）が再建されてからエルサレム攻囲戦で破壊されるまで（紀元後70年）が、文学ジャンルとしての黙示文学の盛期である。後期の黙示文学は多く聖書の解釈と結びついている。
紀元前2世紀から紀元1世紀にかけては、ヘレニズムの中心都市であるアレクサンドリアを中心に、ユダヤ人たちの間でギリシャ語でかかれた黙示文学が盛行し、多言語にも訳されるほどの流行を見た。この時期はしかし、パレスチナのユダヤ人国家が困難に直面した時期でもあった。当時の情勢に合わせて、聖書の比喩的な解釈だけでなく超自然的な解釈も行われた。
終末の待望は、すでに紀元前8世紀のユダヤで災いを予言した初期の預言者の間に見られる。預言者アモスはイスラエル王国に、イスラエルにとって「闇であり、光ではない」「ヤハウェの日」がもたらされると予言している（アモス書5:18-20）。ミカは同じような予言をユダ王国に対して行い、終わりの日にシオンの山に向かう「人々の行進」について述べる（ミカ書4章）。その200年後、エレミヤはミカの災いの予言に還る。その予言はエルサレム神殿の破壊とバビロニアへの流刑という政治的事件と連関している。
バビロニア捕囚においてこれらの預言は、外国人の君主の支配を受けるという歴史の中における審判となり、民族への審判と結びつき、また普遍化された (例、イザヤ書2章)。またメシア待望はしばしば黙示文学的になり、メシアが世界における不正と暴力の歴史を終焉させ、審判を行うという観念に発達した（イザヤ書9章）。イザヤ書においては、メシアは世界を支配する王となり、自然法則の変化にいたる全宇宙の究極の変化をもたらすと考えられている（イザヤ書11章）。
またエゼキエル書、ダニエル書にも黙示文学が発達する。ダニエル書ではもはやメシアによる地上の支配は語られず、神の宇宙支配が問題とされる。
紀元前2世紀から紀元前1世紀にかけては、さらに多くの黙示文学が書かれた。エチオピア語のエノク書、4書からなるエズラ書、クムランの「戦争の巻物」（紀元前130年頃）などである。しかし紀元2世紀までには、エルサレムを離れヤムニアに拠点を移した、正統派のユダヤ教指導者らによって、黙示文学の善悪二元論が批判されるようになっていった。
1世紀末のヤムニア会議は、これら黙示文学の多くをユダヤ教の正典から取り除き、ダニエル書に含まれていた黙示のみを、聖書の預言者たちの正統な継承としてタナハに組み入れた。

### 初期キリスト教
イエスに帰せられる概念、「神の国」と「人の子」はともに聖書の預言者と黙示文学の影響下にある。しかし旧約では世界の終わりと結びついていた災いの予言は、ここでは第二イザヤに含まれていた救済の観念、すなわち堕落した被造物への最後の審判とその救いの観念と結びついている。
キリストの十字架上の死は初期キリスト教にとっては最後の審判の翻案であり、その復活は世界の究極の転換による救いへの道を意味していた。これらはキリスト教教義の救済論の中心をなしている。つまり黙示文学は「キリスト教神学の母」（エルンスト・ケーゼマン）となったのである。黙示文学は福音書では後退し、キリストの再臨に付随する出来事として言及される。しかし最後の審判はキリスト再臨においてなされるものとしてすべての福音書で言及される。
新約聖書中、全巻が黙示文学で構成されるものは『ヨハネの黙示録』のみである。初期キリスト教の黙示文学でこれのみが新約聖書正典として残った。このためキリスト教では、この書はたんに「黙示録」としてのみ言及されることが多い。『ヨハネの黙示録』の構想はあきらかにダニエル書の影響のもとにある。天使によって未来の幻がもたらされ、地上の未来から世界の終末にその内容が及ぶ。終末における救い、世界の変転、救済という構想はユダヤ教からキリスト教に受け継がれたものなのである。
予言的・黙示的な未来予言について研究する神学の分野を終末論という。

## 主要な特徴
宗教文書としての黙示文学は文学の明らかな派生形態とみなされる。この領域には幾つかの特徴をなす要素がある。

### 秘儀の啓示
黙示とは秘儀、すなわち人間の知識の通常の範囲を超えたところにあるものの啓示である。神は預言者あるいは聖人を選び、隠された事柄についての教示を与える。それらの隠された事柄とは人間の経験からは疎遠なものごとであるか、さもなければ人類史のなかにいまだ起こっていない出来事である。天界の秘儀の幾つかが、詳細はどうあれ明かされる。その内容は、神の目的、天使および悪霊の行為と特徴、自然現象の説明、天地創造および最初期の人類の歴史、人類の歴史の区分と善悪の勢力による支配、ごく近い将来に差し迫った出来事、とりわけイスラエルの未来に関係のある出来事、世界の終わり、最後の審判、人類の運命、メシアの再臨、天国と地獄の描写などである。

### 夢または幻を通じた啓示
隠された知恵の啓示は、幻あるいは夢によって与えられる。
旧約聖書における黙示文学の主要な例は『ダニエル書』の中に見出される。ダニエルが三週間の断食の後にチグリス川のほとりに立っていると、天の使いが彼に顕れ、そのあとに啓示が続いた（ダニエル書 10:2-4）。ヨハネもまた『ヨハネの黙示録』のなかで、似たような経験を極めて類似した言葉で綴っている。

### 啓示をもたらす天使
啓示を運ぶものとして天使を導入することは、黙示文学の際立った特徴である。エロヒムは人間に直接語りかけず、その指示は天の使いによる媒介によって与えられる。この使いが幻視者の導き手となる。

### 未来との関係
黙示文学の典型的な構成においては、筆者の主要な関心は未来にある。基本的に黙示とは、通常は明白な宗教的な目的をもった預言者が、神が人間を扱う方法と神の究極の目的を示すことを意図している。

### 神秘的または幻想的要素
神秘的な要素は主題と書き方の両方に顕著であり、典型的な黙示文学すべてに共通して明らかな要素である。

### 神秘的象徴主義
黙示の質はふたたび (b) 神秘的な象徴を絶えず用いること のうちに見いだされる。このことはとりわけ数秘術が筆者の意図を隠すために用いられる、よく知られた場合にはっきりと示される。